# François-Guillaume Meyers
François Guillaume Marie Hubert Meyers (Roermond, 4 novembre 1836 - Maastricht, 6 décembre 1915) était un homme politique belge, bourgmestre de Tongres et sénateur pour le Parti catholique.

## Vie et carrière
Meyers était le fils du commissaire de district Willem Meyers et de Marie Stolsenberg. Il a épousé Marie-Louise Jaminé, fille du député Joseph Jamine.  
Il a étudié à l'Université catholique de Louvain et a obtenu son doctorat en droit (1859). La même année, il est naturalisé belge. Il s'établit comme avocat à Tongres et pratique la profession jusqu'à sa mort. Il  fut conseiller municipal (1876), échevin (1874-1876) et bourgmestre (1876-1879 et 1885-1911).
En 1882, il a été élu membre catholique du Parlement pour l'arrondissement de Tongres-Maaseik et occupa ce poste jusqu'en 1894. En 1894, il est devenu sénateur et a continué jusqu'à sa mort.
François-Guillaume Meyers est le père du baron Armand Meyers, procureur général près la cour d'appel de Liège et du sénateur baron Georges Meyers.